# 제2사단 (육상자위대)
제2사단(일본어: 第2師団 다이 니 시단[*])은 육상자위대 북부 방면대 예하 사단이다. 사령부는 홋카이도 아사히카와시 아사히카와 주둔지에 있다. 제7사단를 제외하고 전차연대가 유일하게 예하 부대로 편성되어 있다.

## 역사
1950년 12월, 경찰예비대 "제2관구"(일본어: 第2管区 다이 니 칸구[*]) 총감부로서 창설되어 이듬해 1951년 5월 부대 편성을 마쳤다. 1952년 10월 보안대가 창설됨에 따라 북부 방면대 예하부대가 되었으며, 12월 아사히카와 시로 총감부를 옮겼다. 1954년 7월 1일 경찰예비대가 육상자위대로 개편됨에 따라 육상자위대 부대가 되었고, 제3, 9, 10보통과연대를 예하 부대로 편성하였다. 1962년, 제11사단 편성에 따라 제10연대가 옮겨가고, 제3, 9, 25, 26보통과연대를 예하 부대로 편성하여 지휘하게 되면서 제2사단의 편성을 마쳤다. 1988년 3월, 제2후방지원연대와 화학방호소대를 편성하고, 제2고사특과대대가 사단 직할대로 소속이 바뀌었다. 1995년 3월 사단을 강화개편하기 위해 제9보통과연대가 해체되었다. 2001년 3월, 화학방호소대를 증편하여 제2화학방호대를 편성하였다. 2011년 3월, 각 예하 보통과연대의 대전차부대를 해체하는 대신, 제2대함정대전차중대를 편성하였다.

## 편제
- 사단 사령부 - 아사히카와 주둔지
- 제3보통과연대 - 나요로 주둔지
- 제25보통과연대 - 엔가루 주둔지
- 제26보통과연대 - 루모이 주둔지
- 제2전차연대 - 가미후라노 주둔지
- 제2정찰대 - 나요로 주둔지
- 제2특과연대 - 아사히카와 주둔지
- 제2고사특과대대 - 아사히카와 주둔지
- 제2비행대 - 아사히카와 주둔지
- 제2설비대대 - 아사히카와 주둔지
- 제2후방지원 연대 - 아사히카와 주둔지
- 제2통신대대 - 아사히카와 주둔지
- 제2화학방호대 - 아사히카와 주둔지
- 제2음악대 - 아사히카와 주둔지
- 제2대함정대전차중대 - 가미후라노 주둔지